# 347 (số)
347 (ba trăm bốn mươi bảy) là một số tự nhiên ngay sau 346 và ngay trước 348.